# ナショナル・リポルト
ナショナル・リポルト (National-Report) は、コロンビアでシングル曲のランキングを提供している会社。ランキングはラジオの放送回数に基づいて毎週発表される。データはラジオ局の放送を自動的にリアルタイムでモニターして生成される。ナショナル・リポルトはベネズエラからの放送もモニターしている。ランキングは全国トップ100が提供されるが、一般に公開されるのは上位20位までで、残りはアメリカの『ビルボード』誌のように、購読者にのみ公開される。